# Stemrecht in Nederland
Het stemrecht in Nederland komt standaard toe aan alle meerderjarige Nederlanders. In uitzonderlijke gevallen kan dit afgenomen worden. Bij Nederlandse gemeenteraadsverkiezingen mogen bovendien EU-burgers die in Nederland (legaal) wonen stemmen en andere inwoners vanaf vijf jaar legaal verblijf in Nederland. Bij waterschapsverkiezingen mogen alle legale inwoners stemmen.

## Politieke verkiezingen
In 1917 is het actief kiesrecht voor mannen en het passief kiesrecht voor vrouwen ingevoerd. In 1919 kregen per Kieswet ook vrouwen actief kiesrecht. Dit werd in 1922 in de Grondwet opgenomen.
Iedere burger met de Nederlandse nationaliteit die op de dag van de verkiezingen 18 jaar of ouder is, heeft kiesrecht voor Provinciale Staten en de Tweede Kamer. Op deze regel bestaan een aantal uitzonderingen:
1. De rechter mag iemand alleen in bijzondere gevallen het kiesrecht ontnemen, bijvoorbeeld wanneer iemand een ernstig delict tegen de staat gepleegd heeft.[2] In Nederland waren er in 2019 nog minder dan 25 mensen die om deze reden niet mogen stemmen: het betreft hier met name mensen die vlak na de Tweede Wereldoorlog van het kiesrecht zijn uitgesloten, bijvoorbeeld omdat ze lid waren van de SS of de NSB.[3][4]
2. De rechter mag bepalen dat iemand geestelijk niet in staat is te stemmen. De rechter kan bijvoorbeeld iemand dit recht ontnemen bij wijze van individuele maatregel.
  1. De Wet Martijn wijzigde de Kieswet zodat de 'wilsonbekwamen' niet langer categoraal werden uitgesloten van kiesrecht (omdat dit strijdig kan zijn met het Internationaal verdrag inzake burgerrechten en politieke rechten). "Bovendien", zo werd gesteld, "is het ongerijmd personen die onder curatele zijn gesteld wegens een geestelijke stoornis het kiesrecht te ontzeggen, en overige personen die een vergelijkbare geestelijke gesteldheid bezitten, niet."[5] De Kieswet voorziet echter geen hulp aan verstandelijk gehandicapten bij het stemmen. De reden hiervoor is dat, zover dat er geen lichamelijke handicap is die het stemmen bemoeilijkt, verstandelijk gehandicapten die niet zonder hulp zouden kunnen stemmen, kennelijk niet zelfstandig hun wil kunnen bepalen. Deze zelfstandigheid is een uitgangspunt van het kiesrecht.[6]
3. Kiezers die op de dag van de verkiezingen in de gevangenis zitten, mogen alleen door middel van een machtiging stemmen.
4. Nederlanders die op de dag van de verkiezingen hun werkelijke woonplaats hebben in Aruba, Curaçao of Sint Maarten mogen alleen stemmen in Nederland als ze daar minimaal 10 jaar ingezetene zijn geweest of in openbare dienst op deze eilanden werkzaam zijn. Aruba, Curaçao en Sint Maarten hebben immers zelf een parlement.
5. Voor verkiezingen voor de Provinciale Staten geldt dat men inwoner moet zijn van de provincie waarvoor de verkiezing plaatsvindt.

Bij verkiezingen voor de gemeentes en waterschappen is de Nederlandse nationaliteit geen eis: alle in Nederland woonachtige EU-burgers hebben actief en passief kiesrecht. Mensen met alleen de nationaliteit van een niet-lidstaat die in Nederland woonachtig zijn hebben altijd kiesrecht voor de waterschappen, maar alleen voor de gemeentes als ze vijf jaar of langer legaal in Nederland wonen.
Kiesplicht was er in Nederland nooit. Wel was er opkomstplicht; die werd in 1970 afgeschaft.

## Ontzetting uit het kiesrecht
Ontzetting uit het actief en/of passief kiesrecht is mogelijk bij een veroordeling voor een beperkt aantal strafbare feiten. Het gaat daarbij onder meer om misdrijven genoemd in het Wetboek van Strafrecht, bijvoorbeeld terroristische misdrijven. Verder is ontzetting uit het actief en/of passief kiesrecht onder meer mogelijk bij een veroordeling wegens bepaalde in de Kieswet genoemde misdrijven.
De strafrechter bepaalt de duur van de ontzetting. Bij een veroordeling tot een levenslange gevangenisstraf geldt de ontzetting voor het leven. Bij een tijdelijke gevangenisstraf kan het kiesrecht tijdelijk worden afgenomen. De duur hiervoor is twee tot vijf jaar boven op de duur van de straf. Dus wanneer iemand veroordeeld wordt tot twintig jaar, heeft dit tot gevolg dat diegene 22 tot 25 jaar lang niet mag stemmen of gekozen mag worden. Als geen gevangenisstraf van ten minste één jaar opgelegd wordt, kan geen ontzetting uit het kiesrecht opgelegd worden. 

## Overzicht actief kiesrecht
|                         | Kiesgerechtigde (die op de dag van de stemming de leeftijd van achttien jaar heeft bereikt en waarvan het stemrecht niet door de rechter is ontnomen) | Kiesgerechtigde (die op de dag van de stemming de leeftijd van achttien jaar heeft bereikt en waarvan het stemrecht niet door de rechter is ontnomen) |
| Volksvertegenwoordiging | Passief kiesrecht (recht om gekozen te worden) | Actief kiesrecht (recht om te kiezen) |
| ----------------------- | --- | --- |
| Gemeenteraad            | Ingezetenen met de nationaliteit van een EU-lidstaat Ingezetenen met een andere nationaliteit die vijf jaar of langer legaal in Nederland verblijven  | Ingezetenen met de nationaliteit van een EU-lidstaat Ingezetenen met een andere nationaliteit die vijf jaar of langer legaal in Nederland verblijven |
| Eilandsraad             | Ingezetenen met de Nederlandse nationaliteit Ingezetenen met een andere nationaliteit die vijf jaar of langer legaal in Nederland verblijven          | Ingezetenen met de Nederlandse nationaliteit Ingezetenen met een andere nationaliteit die vijf jaar of langer legaal in Nederland verblijven |
| Waterschappen           | Ingezetenen | Ingezetenen |
| Provinciale Staten      | Ingezetenen met de Nederlandse nationaliteit | Ingezetenen met de Nederlandse nationaliteit |
| Eerste Kamer            | Personen met de Nederlandse nationaliteit | Leden van de Provinciale Staten Leden van het Kiescollege voor de Eerste Kamer |
| Tweede Kamer            | Personen met de Nederlandse nationaliteit | Ingezetenen met de Nederlandse nationaliteit Nederlanders buiten het Koninkrijk der Nederlanden (briefstem) Nederlanders in Aruba, Curaçao en Sint Maarten die minimaal 10 jaar ingezetene van Nederland zijn geweest of Nederlanders (en zijn/haar eventuele Nederlandse levenspartner en kinderen) die in Nederlandse openbare dienst in Aruba, Curaçao of Sint Maarten werkzaam zijn (briefstem)  |
| Europees Parlement      | Personen met de Nederlandse nationaliteit Ingezetenen van het Europese deel van Nederland met de nationaliteit van een andere EU-lidstaat             | Ingezetenen met de Nederlandse nationaliteit Ingezetenen van het Europese deel van Nederland met de nationaliteit van een andere EU-lidstaat Nederlanders in Aruba, Curaçao en Sint Maarten (briefstem) Nederlanders buiten het Koninkrijk der Nederlanden die - indien zij in een EU-lidstaat wonen - verklaren niet deel te zullen nemen aan de verkiezingen in een andere EU-lidstaat (briefstem) |

## Geschiedenis

### Grondwet van 1814
De Staten-Generaal bestond uit één Kamer met 55 leden. Ze werden per provincie door de Provinciale Staten gekozen en hadden 3 jaar zitting. De adel kreeg de garantie dat ten minste een vierde deel van het aantal leden van de Staten-Generaal uit zijn midden gekozen zou worden.
In afwijking van artikel 56 (benoeming door de Staten der Provinciën) werden de eerste maal de leden van de Staten-Generaal benoemd door de soevereine vorst, hoewel dit nergens was bepaald.

### Grondwet van 1815
Er kwamen twee Kamers. De Eerste Kamer werd benoemd door de koning.

### Grondwetsherziening van 1848
Er kwam rechtstreekse verkiezing van Tweede Kamer, gemeenteraden en Provinciale Staten op grond van het censuskiesrecht en indirecte verkiezing van de Eerste Kamer waarbij alleen de rijksten uit iedere provincie lid kunnen worden.

### Grondwetsherziening van 1887
Er kwam een aanzet tot algemeen kiesrecht, doordat het befaamde "caoutchouc-artikel" het censuskiesrecht vervangt, bepalend dat kiesrecht wordt toegekend aan mannen met zekere "kentekenen van geschiktheid en maatschappelijke welstand". Door het stellen van steeds lagere eisen wordt het aantal kiesgerechtigden in de jaren daarna fors uitgebreid. Ook worden de mogelijkheden om lid te worden van de Eerste Kamer verruimd.

### Grondwetsherziening van 1917
Voortaan mogen alle mannen ouder dan 23 jaar stemmen en is er passief vrouwenkiesrecht. De evenredige vertegenwoordiging wordt ingevoerd ter vervanging van het districtenstelsel.

### Grondwetsherziening van 1922
Het actief vrouwenkiesrecht krijgt een basis in de Grondwet, nadat het al in 1919 bij gewone wet is ingevoerd.

### Grondwetsherziening van 1963
De kiesgerechtigde leeftijd wordt verlaagd van 23 naar 21 jaar.

### Grondwetsherziening van 1972
De kiesgerechtigde leeftijd wordt opnieuw verlaagd, ditmaal tot 18 jaar.